# Albo d'oro del campionato cecoslovacco di calcio
La pagina elenca le squadre vincitrici del massimo livello del campionato cecoslovacco di calcio, istituito per la prima volta nel 1925. Sono inclusi i tornei giocati in Boemia tra il 1896 e il 1904, di cui alcuni riconosciuti dalla federazione calcistica della Repubblica Ceca.

## Albo d'oro

### Campionato di Boemia
In grassetto vengono elencate le edizioni ufficialmente riconosciute dalla FAČR.
| Anno             | Vincitore        | Secondo posto        | Terzo posto                          |
| ---------------- | ---------------- | -------------------- | ------------------------------------ |
| 1896 (primavera) | Kickers Praga    | Slavia Praga         | Sparta                               |
| 1896 (autunno)   | DFC Prag         | Sparta               | AC Praga                             |
| 1897 (primavera) | Slavia Praga     | Slavia Praga B       | Český Sculling                       |
| 1897 (autunno)   | Slavia Praga     | Sparta               | Český Sculling                       |
| 1898             | Slavia Praga     | AC Praga             | non definito                         |
| 1899             | Slavia Praga     | Slavia Praga B       | non definito                         |
| 1900             | Slavia Praga     | Slavia Praga B       | non definito                         |
| 1901             | Slavia Praga     | ČAFC Vinohrady       | Slavia Praga B                       |
| 1902             | ČAFC Vinohrady   | AFK Karlín           | ČAFC Vinohrady B                     |
| 1909             | Sparta           | Smíchov              | ČAFC Vinohrady/ Viktoria Žižkov      |
| 1912 (1ª)        | Sparta (1)       | Kolín                | Moravská Slavia Brno/ Viktoria Plzeň |
| 1913 (2ª)        | Slavia Praga (1) | Moravská Slavia Brno | non definito                         |
| 1915             | Slavia Praga     | Smíchov              | non definito                         |
| 1917             | DFC Prag         | Viktoria Žižkov      | Sparta                               |
| 1918             | Slavia Praga     | Sparta               | Vršovice                             |
| 1919 (3ª)        | Sparta (2)       | Kladno               | Viktoria Plzeň                       |
| 1920             | Sparta           | Vršovice             | Viktoria Žižkov                      |
| 1921             | Sparta           | Union Žižkov         | Slavia Praga                         |
| 1922 (4ª)        | Sparta (3)       | Hradec Králové       | I. ČSŠK Bratislava                   |
| 1923             | Sparta           | Slavia Praga         | Čechie Karlín                        |
| 1924             | Slavia Praga     | Viktoria Žižkov      | Meteor Praga VIII                    |

### Campionato di Cecoslovacchia
| Anno          | Vincitore                    | Secondo posto                     | Terzo posto                           | Capocannoniere                                                            |
| ------------- | ---------------------------- | --------------------------------- | ------------------------------------- | ------------------------------------------------------------------------- |
| 1925 (5ª)     | Slavia Praga (2)             | Sparta                            | Viktoria Žižkov                       | Jan Vaník (Slavia Praga) (13)                                             |
| 1925-26 (6ª)  | Sparta (4)                   | Slavia Praga                      | Viktoria Žižkov                       | Jan Dvořáček (Sparta) (32)                                                |
| 1927 (7ª)     | Sparta (5)                   | Slavia Praga                      | Bohemians                             | Antonín Puč (Slavia Praga), Josef Šíma (Sparta) (13)                      |
| 1927-28 (8ª)  | Viktoria Žižkov (1)          | Slavia Praga                      | Sparta                                | Karel Meduna (Viktoria Zizkov) (12)                                       |
| 1928-29 (9ª)  | Slavia Praga (3)             | Viktoria Žižkov                   | Sparta                                | Antonín Puč (Slavia Praga) (13)                                           |
| 1929-30 (10ª) | Slavia Praga (4)             | Sparta                            | Viktoria Žižkov                       | František Kloz (SK Kladno) (15)                                           |
| 1930-31 (11ª) | Slavia Praga (5)             | Sparta                            | Bohemians                             | Josef Silný (Sparta) (18)                                                 |
| 1931-32 (12ª) | Sparta (6)                   | Slavia Praga                      | Bohemians                             | Raymond Braine (Sparta) (16)                                              |
| 1932-33 (13ª) | Slavia Praga (6)             | Sparta                            | Viktoria Plzeň                        | Gejza Kocsis (Bohemians Praga) (23)                                       |
| 1933-34 (14ª) | Slavia Praga (7)             | Sparta                            | Kladno                                | Jiří Sobotka (Slavia Praga), Raymond Braine (Sparta) (18)                 |
| 1934-35 (15ª) | Slavia Praga (8)             | Sparta                            | Židenice                              | František Svoboda (Slavia Praga) (27)                                     |
| 1935-36 (16ª) | Sparta (7)                   | Slavia Praga                      | Prostějov                             | Vojtěch Bradáč (Slavia Praga) (42)                                        |
| 1936-37 (17ª) | Slavia Praga (9)             | Sparta                            | Prostějov                             | František Kloz (SK Kladno) (28)                                           |
| 1937-38 (18ª) | Sparta (8)                   | Slavia Praga                      | Židenice                              | Josef Bican (Slavia Praga) (22)                                           |
| 1938-39 (19ª) | Sparta (9)                   | Slavia Praga                      | Pardubice                             | Josef Bican (Slavia Praga) (29)                                           |
| 1939-40 (20ª) | Slavia Praga (10)            | Sparta                            | Pardubice                             | Josef Bican (Slavia Praga) (50)                                           |
| 1940-41 (21ª) | Slavia Praga (11)            | Viktoria Plzeň                    | Pardubice                             | Josef Bican (Slavia Praga) (36)                                           |
| 1941-42 (22ª) | Slavia Praga (12)            | Prostějov                         | Viktoria Plzeň                        | Josef Bican (Slavia Praga) (42)                                           |
| 1942-43 (23ª) | Slavia Praga (13)            | Sparta                            | Baťa Zlín                             | Josef Bican (Slavia Praga) (38)                                           |
| 1943-44 (24ª) | Sparta (10)                  | Slavia Praga                      | Baťa Zlín                             | Josef Bican (Slavia Praga) (57)                                           |
| 1945-46 (25ª) | Sparta (11)                  | Slavia Praga                      | non definito                          | Josef Bican (Slavia Praga) (31)                                           |
| 1946-47 (26ª) | Slavia Praga (14)            | Sparta                            | Žilina                                | Josef Bican (Slavia Praga) (43)                                           |
| 1947-48 (27ª) | Sparta (12)                  | Slavia Praga                      | I. ČSŠK Bratislava                    | Jaroslav Cejp (Sparta) (21)                                               |
| 1949 (28ª)    | Sokol NV Bratislava (1)      | Bratrství Sparta                  | Bohemians                             | Ladislav Hlaváček (Dynamo Slavia Praga) (28)                              |
| 1950 (29ª)    | Sokol NV Bratislava (2)      | Bratrství Sparta                  | Železničáři Praga                     | Josef Bican (Vitkovice) (22)                                              |
| 1951 (30ª)    | Sokol NV Bratislava (3)      | Sparta ČKD Sokolovo               | Železničiari Sparta Košice            | Josef Majer (Svit Gottwaldow), Alois Jaroš (Vodotechna Teplice) (16)      |
| 1952 (31ª)    | Sparta ČKD Sokolovo (13)     | Sokol NV Bratislava               | Ingstav Teplice                       | Miroslav Wiecek (Sokol OKD Ostrava) (20)                                  |
| 1953 (32ª)    | ÚDA Praga (1) (*)            | Spartak Praga Sokolovo            | CH Bratislava                         | Josef Majer (Banik Kladno) (13)                                           |
| 1954 (33ª)    | Spartak Praga Sokolovo (14)  | Sokol OKD Ostrava                 | CH Bratislava                         | Jiří Pešek (Spartak Praga Sokolovo) (15)                                  |
| 1955 (34ª)    | Sokol NV Bratislava (4)      | ÚDA Praga (*)                     | Spartak Praga Sokolovo                | Emil Pažický (Jiskra Zilina) (19)                                         |
| 1956 (35ª)    | ÚDA Praga (2)                | Sokol NV Bratislava               | Spartak Praga Sokolovo                | Milan Dvořák (UDA Praha), Miroslav Wiecek (Banik Ostrava) (15)            |
| 1957-58 (36ª) | Dukla Praga (3)              | Spartak Praga Sokolovo            | CH Bratislava                         | Miroslav Wiecek (Banik Ostrava) (25)                                      |
| 1958-59 (37ª) | CH Bratislava (1)            | Dukla Praga                       | Dynamo Praga                          | Miroslav Wiecek (Banik Ostrava) (20)                                      |
| 1959-60 (38ª) | Spartak Hradec Králové (1)   | Slovan Bratislava                 | Dukla Praga                           | Michal Pucher (Slovan Nitra) (18)                                         |
| 1960-61 (39ª) | Dukla Praga (4)              | CH Bratislava                     | Slovan Bratislava                     | Ladislav Pavlovič (Tatran Presov), Rudolf Kučera (Dukla Praga) (17)       |
| 1961-62 (40ª) | Dukla Praga (5)              | Slovan Nitra                      | CH Bratislava                         | Adolf Scherer (RH Bratislava) (24)                                        |
| 1962-63 (41ª) | Dukla Praga (6)              | Jednota Trenčín                   | Baník Ostrava                         | Karel Petros (Tatran Presov) (19)                                         |
| 1963-64 (42ª) | Dukla Praga (7)              | Slovan CHZJD Bratislava           | Tatran Prešov                         | Ladislav Pavlovič (Tatran Presov) (21)                                    |
| 1964-65 (43ª) | Spartak Praga Sokolovo (15)  | Tatran Prešov                     | VSS Košice                            | Pavol Bencz (Jednota Trencin) (21)                                        |
| 1965-66 (44ª) | Dukla Praga (8)              | Sparta ČKD Praga                  | Slavia Praga                          | Ladislav Michalík (Banik Ostrava) (15)                                    |
| 1966-67 (45ª) | Sparta ČKD Praga (16)        | Slovan CHZJD Bratislava           | Spartak Trnava                        | Jozef Adamec (Spartak Trnava) (21)                                        |
| 1967-68 (46ª) | Spartak TAZ Trnava (1)       | Slovan CHZJD Bratislava           | Jednota Trenčín                       | Jozef Adamec (Spartak Trnava) (18)                                        |
| 1968-69 (47ª) | Spartak TAZ Trnava (2)       | Slovan CHZJD Bratislava           | Sparta ČKD Praga                      | Ladislav Petráš (Dukla Banska Bystrica) (20)                              |
| 1969-70 (48ª) | Slovan CHZJD Bratislava (5)  | Spartak TAZ Trnava                | Sparta ČKD Praga                      | Jozef Adamec (Spartak Trnava) (16)                                        |
| 1970-71 (49ª) | Spartak TAZ Trnava (3)       | VSS Košice                        | Sklo Union Teplice                    | Zdeněk Nehoda (TJ Gottwaldov), Jozef Adamec (Spartak Trnava) (16)         |
| 1971-72 (50ª) | Spartak TAZ Trnava (4)       | Slovan CHZJD Bratislava           | Dukla Praga                           | Ján Čapkovič (Slovan Bratislava) (19)                                     |
| 1972-73 (51ª) | Spartak TAZ Trnava (5)       | Tatran Prešov                     | VSS Košice                            | Ladislav Józsa (Lokomotiva Kosice) (21)                                   |
| 1973-74 (52ª) | Slovan CHZJD Bratislava (6)  | Dukla Praga                       | Slavia Praga                          | Přemysl Bičovský (Union Teplice), Ladislav Józsa (Lokomotiva Kosice) (17) |
| 1974-75 (53ª) | Slovan CHZJD Bratislava (7)  | Internacionál Slovnaft Bratislava | Bohemians ČKD Praga                   | Ladislav Petráš (Inter Bratislava) (20)                                   |
| 1975-76 (54ª) | Baník Ostrava OKD (1)        | Slovan CHZJD Bratislava           | Slavia Praga                          | Dušan Galis (VSS Kosice) (21)                                             |
| 1976-77 (55ª) | Dukla Praga (9)              | Internacionál Slovnaft Bratislava | Slavia Praga                          | Ladislav Józsa (Lokomotiva Kosice) (18)                                   |
| 1977-78 (56ª) | Zbrojovka Brno (1)           | Dukla Praga                       | Lokomotíva Košice                     | Karel Kroupa (ZJS Brno) (20)                                              |
| 1978-79 (57ª) | Dukla Praga (10)             | Baník Ostrava OKD                 | Zbrojovka Brno                        | Zdeněk Nehoda (Dukla Praga), Karel Kroupa (ZJS Brno) (17)                 |
| 1979-80 (58ª) | Baník Ostrava OKD (2)        | Zbrojovka Brno                    | Bohemians ČKD Praga                   | Werner Lička (Banik Ostrava OKD) (18)                                     |
| 1980-81 (59ª) | Baník Ostrava OKD (3)        | Dukla Praga                       | Bohemians ČKD Praga                   | Marián Masný (Slovan Bratislava) (16)                                     |
| 1981-82 (60ª) | Dukla Praga (11)             | Baník Ostrava OKD                 | Bohemians ČKD Praga                   | Petr Herda (Sparta CKD Praga), Ladislav Vízek (Dukla Praga) (15)          |
| 1982-83 (61ª) | Bohemians ČKD Praga (1) (**) | Baník Ostrava OKD                 | Sparta ČKD Praga                      | Pavel Chaloupka (Bohemians ČKD Praga) (17)                                |
| 1983-84 (62ª) | Sparta ČKD Praga (17)        | Dukla Praga                       | Bohemians ČKD Praga                   | Werner Lička (Banik Ostrava OKD) (20)                                     |
| 1984-85 (63ª) | Sparta ČKD Praga (18)        | Bohemians ČKD Praga (**)          | Slavia Praga                          | Ivo Knoflíček (Slavia Praga) (21)                                         |
| 1985-86 (64ª) | Vítkovice (1)                | Sparta ČKD Praga                  | Dukla Praga                           | Stanislav Griga (Sparta Praga) (19)                                       |
| 1986-87 (65ª) | Sparta ČKD Praga (19)        | Vítkovice                         | Bohemians ČKD Praga                   | Václav Daněk (Banik Ostrava OKD) (25)                                     |
| 1987-88 (66ª) | Sparta ČKD Praga (20)        | Dukla Praga                       | DAC Dunajská Streda                   | Milan Luhový (Dukla Praga) (24)                                           |
| 1988-89 (67ª) | Sparta ČKD Praga (21)        | Baník Ostrava OKD                 | Plastika Nitra                        | Milan Luhový (Dukla Praga) (25)                                           |
| 1989-90 (68ª) | Sparta ČKD Praga (22)        | Baník Ostrava OKD                 | Internacional Slovnaft ZTS Bratislava | Lubomir Luhový (Inter Bratislava) (20)                                    |
| 1990-91 (69ª) | Sparta Praga (23)            | Slovan Bratislava                 | Sigma Olomouc                         | Roman Kukleta (Sparta Praga) (17)                                         |
| 1991-92 (70ª) | Slovan Bratislava (8)        | Sparta Praga                      | Sigma Olomouc                         | Peter Dubovský (Slovan Bratislava) (27)                                   |
| 1992-93 (71ª) | Sparta Praga (24)            | Slavia Praga                      | Slovan Bratislava                     | Peter Dubovský (Slovan Bratislava) (24)                                   |

## Statistiche

### Titoli per squadra
| Squadra                   | Vittorie | Stagioni |
| ------------------------- | -------- | --- |
| Sparta Praga              | 24       | 1912, 1919, 1922, 1925-26, 1927, 1931-32, 1935-36, 1937-38, 1938-39, 1943-44, 1945-46, 1947-48, 1952, 1954, 1964-65, 1966-67, 1983-84, 1984-85, 1986-87, 1987-88, 1988-89, 1989-90, 1990-91, 1992-93 |
| Slavia Praga              | 14       | 1913, 1925, 1928-29, 1929-30, 1930-31, 1932-33, 1933-34, 1934-35, 1936-37, 1939-40, 1940-41, 1941-42, 1942-43, 1946-47                                                                               |
| Dukla Praga               | 11       | 1953, 1956, 1957-58, 1960-61, 1961-62, 1962-63, 1963-64, 1965-66, 1976-77, 1978-79, 1981-82 |
| Slovan Bratislava         | 8        | 1949, 1950, 1951, 1955, 1969-70, 1973-74, 1974-75, 1991-92 |
| Spartak Trnava            | 5        | 1967-68, 1968-69, 1970-71, 1971-72, 1972-73 |
| Baník Ostrava             | 3        | 1975-76, 1979-80, 1980-81 |
| Viktoria Žižkov           | 1        | 1927-28 |
| Inter Slovnaft Bratislava | 1        | 1958-59 |
| Spartak Hradec Králové    | 1        | 1959-60 |
| Boby Brno                 | 1        | 1977-78 |
| Bohemians ČKD Praga       | 1        | 1982-83 |
| Vítkovice                 | 1        | 1985-86 |

### Titoli per città
| Città          | Titoli | Squadre vincenti                                                                                     |
| -------------- | ------ | --- |
| Praga          | 51     | Sparta Praga (24), Slavia Praga (14), Dukla Praga (11), Bohemians ČKD Praga (1), Viktoria Žižkov (1) |
| Bratislava     | 9      | Slovan Bratislava (8), Inter Slovnaft Bratislava (1)                                                 |
| Trnava         | 5      | Spartak Trnava (5)                                                                                   |
| Ostrava        | 3      | Baník Ostrava (3)                                                                                    |
| Hradec Králové | 1      | Hradec Králové (1)                                                                                   |
| Brno           | 1      | Boby Brno (1)                                                                                        |
| Vítkovice      | 1      | Vítkovice (1)                                                                                        |